# Entwurff Einer Historischen Architectur
Entwurff Einer Historischen Architectur (også Entwurf Einer Historischen Architektur) er titlen på østrigske Johann Bernhard Fischer von Erlachs berømte arkitekturteoretiske værk, som blev udgivet i Wien i 1721. 
Bogen er verdens første universelle arkitekturhistorie og begynder med en arkæologisk rekonstruktion af det store tempel i Jerusalem og verdens syv underværker. Derefter præsenteres antikke romerske og græske bygningsværker. Andre kapitler viser arkitektur fra mellemøsten, Persien, Kina og Siam. Værket slutter af med et udvalg af Fischers egne bygninger/projekter. Endelig findes også en præsentation af arkæologisk rekonstruerede og selv-designede vaser.
Bogen er et eksempel på den antivitruvianske arkitekturteori i barokken.
Johann Bernhard Fischer von Erlachs søn, Joseph Emanuel Fischer von Erlach, og svenskeren Carl Gustav Heraeus (pseudonym Carolus Gustavus) hjalp med at redigere tekster og illustrationer.

## Redaktionshistorie
Skitser (findes online hos universitetsbibliotek Zagreb)
- 1712: manuskriptversion blev præsenteret
- 1721: første publikation på tysk/delvis også fransk, Wien
- 1725: anden udgave på tysk/fransk, Leipzig (160 eks.)
- 1730: engelsk udgave, London
- 1737: anden engelske udgave, London
- 1742: tredje udgave på tysk/fransk
- 1978: Reprint i Dortmund (1984, fjerde udgave)

## Literatur
- George Kunoth: Die historische Architektur Fischers von Erlach. Düsseldorf 1956
- Peter Prange: Entwurf und Phnatasie. Zeichnungen des Johann Bernhard Fischer von Erlach (1656-1723). Salzburg 2004